# 9349 Lucas
9349 Lucas è un asteroide della fascia principale. Scoperto nel 1991, presenta un'orbita caratterizzata da un semiasse maggiore pari a 2,3001110 UA e da un'eccentricità di 0,1918050, inclinata di 6,68712° rispetto all'eclittica.
Dall'8 dicembre 1998 al 2 febbraio 1999, quando 9674 Slovenija ricevette la denominazione ufficiale, è stato l'asteroide denominato con il più alto numero ordinale. Prima della sua denominazione, il primato era di 9052 Uhland.
L'asteroide è dedicato al matematico francese Édouard Lucas.